# Fenerbahçe Spor Kulübü 2022-2023 (pallavolo maschile)
Questa voce raccoglie le informazioni riguardanti il Fenerbahçe Spor Kulübü nelle competizioni ufficiali della stagione 2022-2023.

## Stagione
Il Fenerbahçe Spor Kulübü disputa la stagione 2022-23 con la denominazione sponsorizzata Fenerbahçe HDI Sigorta.
In Efeler Ligi ottiene un terzo posto in regular season, accedendo ai play-off scudetto: viene eliminato in semifinale dallo Ziraat Bankası, andando poi a vincere la finale per il terzo posto contro l'Arkas. In Coppa di Turchia si spinge fino in finale, sconfitto dall'Halkbank.
A livello internazionale è di scena in Coppa CEV, venendo estromesso dal torneo agli ottavi di finale, sconfitto dagli italiani della You Energy.

## Organigramma societario
Area direttiva
- Presidente: Ali Koç

Area tecnica
- Allenatore: Daniel Castellani
- Allenatore in seconda: Kerem Eryılmaz
- Assistente allenatore: Mert Karatop
- Scoutman: Sefa Gökburun

## Rosa
| N° | Nome               | Ruolo | Data di nascita   | Nazionalità sportiva |
| -- | ------------------ | ----- | ----------------- | -------------------- |
| 1  | Kaan Gürbüz        | O     | 16 agosto 2001    | Turchia              |
| 2  | Caner Pekşen       | P     | 9 giugno 1987     | Turchia              |
| 4  | Saeid Marouf       | P     | 20 ottobre 1985   | Iran                 |
| 5  | Hasan Yeşilbudak   | L     | 11 gennaio 1984   | Turchia              |
| 6  | Alexandre Ferreira | S     | 13 novembre 1991  | Portogallo           |
| 7  | Emre Savaş         | C     | 3 luglio 1995     | Turchia              |
| 8  | İzzet Ünver        | S     | 1º gennaio 1992   | Turchia              |
| 9  | Halil Kurt         | C     | 16 febbraio 1998  | Turchia              |
| 10 | Arda Bostan        | P     | 13 gennaio 2002   | Turchia              |
| 11 | Yacine Louati      | S     | 4 marzo 1992      | Francia              |
| 14 | Hasan Sıkar        | C     | 18 maggio 1991    | Turchia              |
| 16 | Burak Mert         | L     | 23 ottobre 1990   | Turchia              |
| 17 | Oğuzhan Tarakçı    | O     | 23 aprile 1993    | Turchia              |
| 18 | Pavle Perić        | S     | 7 agosto 1998     | Serbia               |
| 19 | Bora Stanicki      | S     | 27 luglio 2001    | Turchia              |
| 23 | Ahmet Tümer        | C     | 15 settembre 2001 | Turchia              |
| 32 | Nikola Meljanac    | O     | 15 gennaio 1999   | Serbia               |

## Statistiche

### Statistiche di squadra
| Competizione     | Punti | In casa | In casa | In casa | In trasferta | In trasferta | In trasferta | Totale | Totale | Totale |
| Competizione     | Punti | G       | V       | P       | G            | V            | P            | G      | V      | P      |
| ---------------- | ----- | ------- | ------- | ------- | ------------ | ------------ | ------------ | ------ | ------ | ------ |
| Efeler Ligi      | 50    | 14      | 11      | 3       | 16           | 9            | 7            | 30     | 20     | 10     |
| Coppa di Turchia | 9     | 1       | 1       | 0       | 0            | 0            | 0            | 6      | 5      | 1      |
| Coppa CEV        | -     | 2       | 1       | 1       | 2            | 0            | 2            | 4      | 1      | 3      |
| Totale           | -     | 17      | 13      | 4       | 18           | 9            | 9            | 40     | 26     | 14     |

G = partite giocate; V = partite vinte; P = partite perse

### Statistiche dei giocatori
| Giocatore     | Campionato | Campionato | Campionato | Campionato | Campionato | Coppa di Turchia | Coppa di Turchia | Coppa di Turchia | Coppa di Turchia | Coppa di Turchia | Coppa CEV | Coppa CEV | Coppa CEV | Coppa CEV | Coppa CEV | Totale | Totale | Totale | Totale | Totale |
| Giocatore     | P          | PT         | AV         | MV         | BV         | P                | PT               | AV               | MV               | BV               | P         | PT        | AV        | MV        | BV        | P      | PT     | AV     | MV     | BV     |
| ------------- | ---------- | ---------- | ---------- | ---------- | ---------- | ---------------- | ---------------- | ---------------- | ---------------- | ---------------- | --------- | --------- | --------- | --------- | --------- | ------ | ------ | ------ | ------ | ------ |
| A. Bostan     | 17         | 6          | 0          | 1          | 5          | 4                | 2                | 0                | 0                | 2                | 4         | 4         | 1         | 1         | 2         | 25     | 12     | 1      | 2      | 9      |
| A. Ferreira   | 27         | 326        | 256        | 27         | 43         | 4                | 38               | 30               | 7                | 1                | 4         | 45        | 36        | 4         | 5         | 35     | 409    | 322    | 38     | 49     |
| K. Gürbüz     | 30         | 434        | 341        | 63         | 30         | 5                | 83               | 71               | 7                | 5                | 4         | 49        | 46        | 3         | 0         | 39     | 566    | 458    | 73     | 35     |
| H. Kurt       | 4          | 8          | 3          | 2          | 3          | 1                | 0                | 0                | 0                | 0                | 2         | 3         | 2         | 1         | 0         | 7      | 11     | 5      | 3      | 3      |
| Y. Louati     | 30         | 335        | 259        | 26         | 50         | 5                | 64               | 54               | 3                | 7                | 4         | 54        | 40        | 7         | 7         | 39     | 453    | 353    | 36     | 64     |
| S. Marouf     | 29         | 71         | 50         | 8          | 13         | 6                | 11               | 9                | 2                | 0                | 3         | 14        | 10        | 1         | 3         | 38     | 96     | 69     | 11     | 16     |
| N. Meljanac   | 16         | 84         | 71         | 7          | 6          | 2                | 3                | 3                | 0                | 0                | -         | -         | -         | -         | -         | 18     | 87     | 74     | 7      | 6      |
| B. Mert       | 29         | 0          | 0          | 0          | 0          | 6                | 0                | 0                | 0                | 0                | 3         | 0         | 0         | 0         | 0         | 38     | 0      | 0      | 0      | 0      |
| C. Pekşen     | 13         | 3          | 0          | 2          | 1          | 2                | 0                | 0                | 0                | 0                | -         | -         | -         | -         | -         | 15     | 3      | 0      | 2      | 1      |
| P. Perić      | 22         | 97         | 72         | 10         | 15         | 5                | 11               | 9                | 2                | 0                | 4         | 13        | 7         | 3         | 3         | 31     | 121    | 88     | 15     | 18     |
| E. Savaş      | 25         | 187        | 117        | 46         | 24         | 6                | 53               | 38               | 9                | 6                | 4         | 28        | 18        | 6         | 4         | 35     | 268    | 173    | 61     | 34     |
| H. Sıkar      | 19         | 82         | 49         | 28         | 5          | 4                | 11               | 7                | 4                | 0                | 0         | 0         | 0         | 0         | 0         | 23     | 93     | 56     | 32     | 5      |
| B. Stanicki   | 0          | 0          | 0          | 0          | 0          | 0                | 0                | 0                | 0                | 0                | -         | -         | -         | -         | -         | 0      | 0      | 0      | 0      | 0      |
| O. Tarakçı    | 11         | 21         | 17         | 4          | 0          | 3                | 15               | 14               | 1                | 0                | 2         | 1         | 1         | 0         | 0         | 16     | 37     | 32     | 5      | 0      |
| A. Tümer      | 29         | 174        | 120        | 43         | 11         | 5                | 41               | 20               | 16               | 5                | 4         | 36        | 23        | 7         | 6         | 38     | 251    | 163    | 66     | 22     |
| İ. Ünver      | 22         | 52         | 44         | 6          | 2          | 6                | 19               | 16               | 3                | 0                | 4         | 2         | 2         | 0         | 0         | 32     | 73     | 62     | 9      | 2      |
| H. Yeşilbudak | 30         | 0          | 0          | 0          | 0          | 6                | 0                | 0                | 0                | 0                | 4         | 0         | 0         | 0         | 0         | 40     | 0      | 0      | 0      | 0      |

P = presenze; PT = punti totali; AV = attacchi vincenti; MV = muri vincenti; BV = battute vincenti